# Buckeyes d'Ohio State
Pour les articles homonymes, voir Buckeye.
Les Buckeyes d'Ohio State (en anglais : Ohio State Buckeyes) sont un club omnisports qui se réfère aux 33 programmes sportifs tant féminins que masculins représentant les équipes de universitaire de l'université d'État de l'Ohio située à Columbus dans l'État de l'Ohio aux États-Unis.
Ses équipes participent aux compétitions organisées par la National Collegiate Athletic Association au sein de sa Division I et sont membres de la Big Ten Conference à l'exception de l'équipe féminine d'hockey sur glace laquelle est membre de la Western Collegiate Hockey Association (WCHA).
Les couleurs traditionnelles de l'université sont l'écarlate et le gris. La mascotte s'appelle Brutus Buckeye.
Ohio State est l'une des sept universités à avoir remporté un championnat national NCAA en baseball et en basketball masculin, et à être reconnue comme championne nationale de football américain. Ohio State a également remporté des championnats nationaux masculins en natation, en plongeon, en athlétisme extérieur, en volley-ball masculin, en golf, en gymnastique, en escrime, au niveau féminin en aviron, en  natation synchronisée et en lutte, et en équipe mixte, en escrime et au tir pistolet.
Depuis la création de la NACDA Directors' Cup, Ohio State a terminé chaque année dans le Top 25, ainsi que dans le Top 6 au cours de trois des cinq dernières années[8]. Au cours de l'année scolaire 2005-2006, Ohio State est devenu la première équipe de la Big Ten Conference à remporter au cours de la même saison, les finales de conférence en football américain, en basket-ball masculin et en basket-ball féminin. Cet exploit se répète au cours de la saison 2006-07 avec comme apothéose, le match de basket-ball masculin joué le 25 février 2007 contre les Badgers du Wisconsin constituant le premier match de basket-ball de la Big Ten Conférnce entre les équipes classées no 1 et 2 du pays.
Jesse Owens surnommé « The Buckeye Bullet » (en athlétisme), John Havlicek, Jerry Lucas et Katie Smith (en basket-ball), Frank Howard (en), Jack Nicklaus (golf) et en football américain, Archie Griffin (footballeur offensif, seul double vainqueur du trophée Heisman) et Chic Harley (en) (3 fois joueur All-American) sont les sportifs les plus renommés ayant joué à Ohio State. À cette liste, on peut ajouter les entraîneurs du Temple de la renommée d'Ohio State (Ohio Hall of Fame}, Paul Brown et Woody Hayes (en) (en football américain) et Fred Taylor (en) (en basketball masculin).

## Sports représentés
| Hommes (16)                              | Femmes (17)           |
| Athlétisme†                              | Athlétisme†           |
| Baseball                                 | Aviron                |
| Basketball                               | Basketball            |
| Cross country                            | Cross country         |
| Crosse                                   | Crosse                |
| Escrime                                  | Escrime               |
| Football américain                       | Football (soccer)     |
| Football (soccer)                        | Golf                  |
| Golf                                     | Gymnastique           |
| Gymnastique                              | Hockey sur gazon      |
| Hockey sur glace                         | Hockey sur glace      |
| Lutte                                    | Natation synchronisée |
| Natation/Plongeon                        | Natation/Plongeon     |
| Tennis                                   | Softball              |
| Volleyball                               | Tennis                |
|                                          | Volleyball            |
| Équipe mixte : Tir pistolet              |                       |
| † – Athlétisme en salle et en plein air. |                       |

## Surnom
Le surnom « Buckeyes » vient du nom donné à l'arbre emblématique de l'État de l'Ohio soit le Ohio Buckeye (« marronnier glabre » en français).
Le nom anglais, littéralement « œil de daim », fait référence au marron.
Le fruit de l'Ohio Buckeye est une noix laquelle est contenue dans une coque dont se sont inspirés les créateurs de la mascotte (cfr. images).

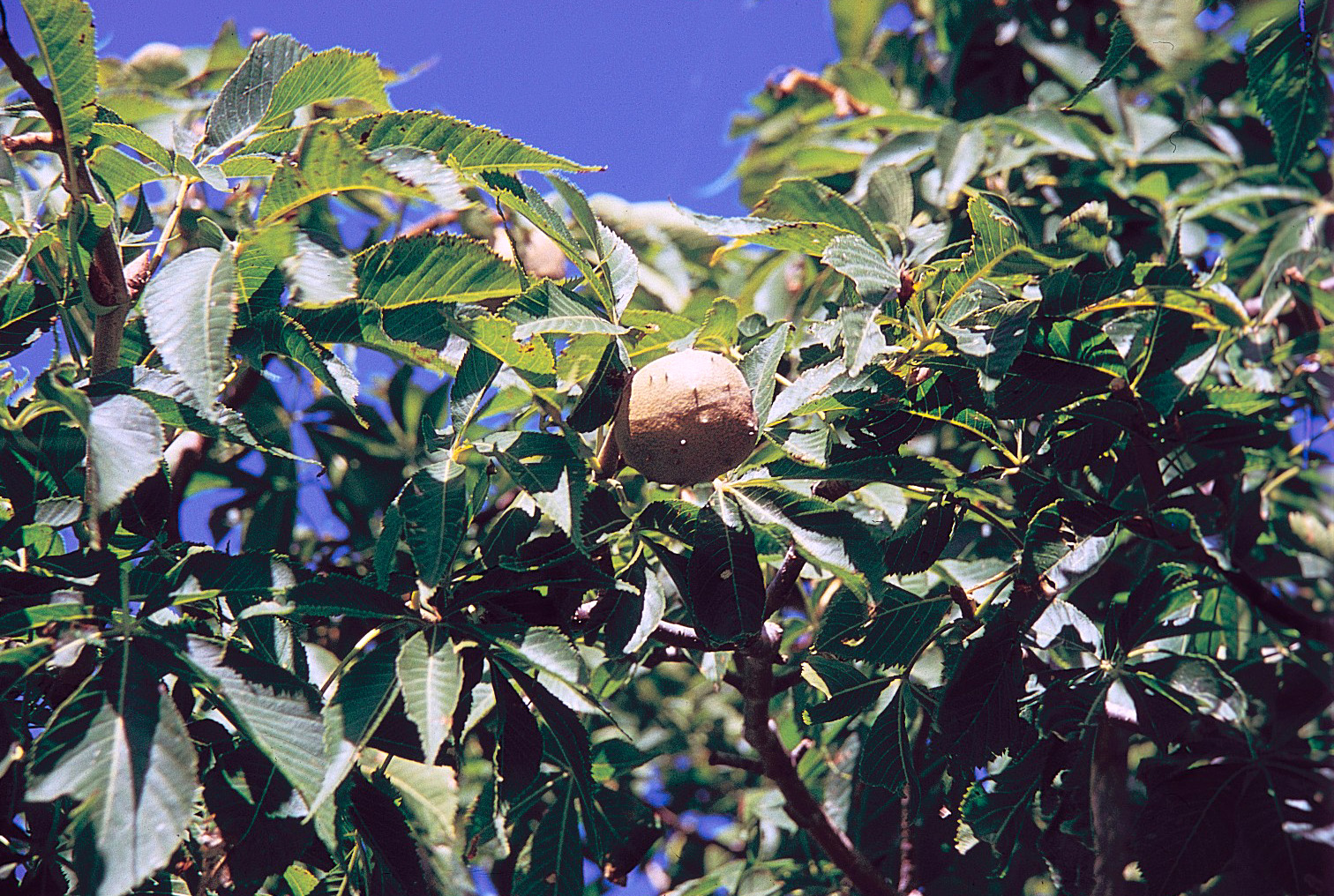
La coque contenant le fruit de l'Ohio Buckeye.
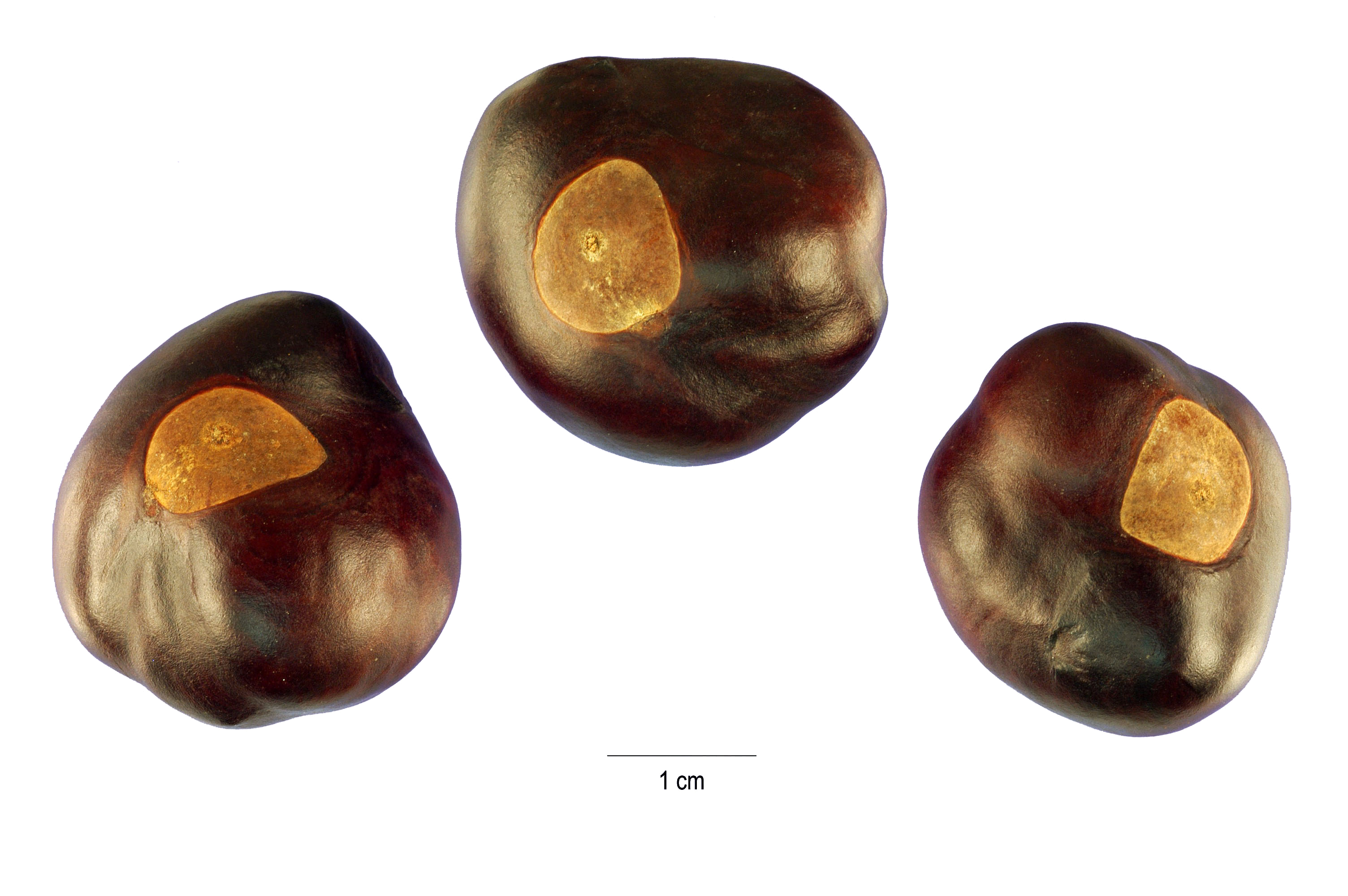
Le fruit contenu dans la coque.

## Couleurs
Les couleurs officielles sont le rouge écarlate et le gris  .
Elles ont été choisies par un comité de trois étudiants (Curtis C. Howard, Harwood R. Pool et Alice Townshend) avant la première cérémonie de remise des diplômes de l'université en 1878. Même si sa recommandation initiale était l'orange et le noir, ce comité a rapidement découvert que Princeton utilisait déjà ces couleurs. Pour cette raison, certaines références affirment que les couleurs originales de l'université  étaient l'orange et le noir. Cette affirmation n’est pas tout à fait exacte, dans la mesure où le comité n’a jamais déposé le rapport original contenant cette recommandation.

## Mascotte
Brutus Buckeye est la mascotte sportive de l'université d'État de l'Ohio. Brutus a fait ses débuts en 1965 et a périodiquement été relooké tant au niveau du design que vestimentaire. Il se rend à de nombreux événements en rapport avec l'université et fait souvent des apparitions dans la région de Columbus.
Les étudiants d'Ohio State, Ray Bourhis et Sally Huber, ont estimé qu'Ohio State avait besoin d'une mascotte en 1965 et ont convaincu le conseil des sports d'étudier la question. À l’époque, les mascottes étaient généralement des animaux amenés au stade ou dans les salles sportives. Un cerf mâle a été envisagé, mais, comme il était courant à l'époque d'amener des animaux vivants comme mascottes, cela a été rejeté car cela semblait impossible à réaliser. Au lieu de cela, le Buckeye a été sélectionné, car il est l'arbre officiel de l'État de l'Ohio. Ainsi, une simple tête en papier mâché a été fabriquée par les étudiants, reposant sur la tête et le torse d'un figurant avec les jambes dépassant, a fait son apparition lors du match de football contre les Golden Gophers du Minnesota le 30 octobre 1965. Cette posture lourde en papier mâché n'a pas duré et il est bientôt remplacée par une coque en fibre de verre. Le 21 novembre 1965, The Columbus Dispatch rapporte que le conseil des sports avait choisi Brutus Buckeye comme nom de la nouvelle mascotte après un concours dénommé « Name the Buckeye » effectué sur le campus. Ce nom gagnant était l'idée de Kerry J. Reed âgé de 21 ans et alors étudiant à Ohio State. L'organisation estudiantine dénommée « Block O » a accepté de s'occuper de Brutus en décembre 1985. Au début des années 2000, le costume de Brutus a été volé avant un match, obligeant le figurant à poster l'ancien costume.
La mascotte Brutus a une tête de Buckeye avec un chapeau « Block O », une chemise écarlate et grise arborant « Brutus » et « 00 », un pantalon rouge avec une serviette de l'Ohio State suspendue sur le devant et des chaussettes hautes blanches avec des chaussures noires. Les figurant sont des étudiants et étudiantes de l'université.

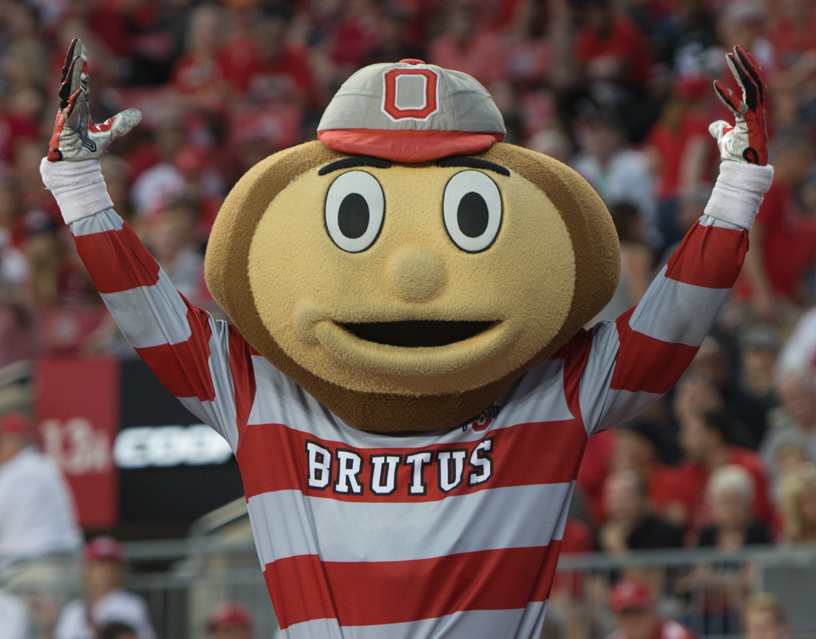
Brutus Buckeye, lors du match contre l'Army en septembre 2017.
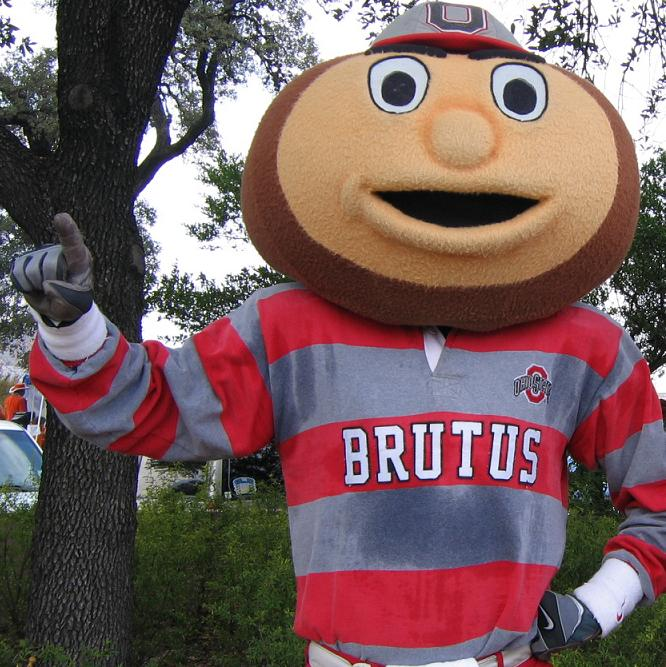
Brutus en déplacement à Austin lors du match contre Texas en septembre 2006.

## La fanfare

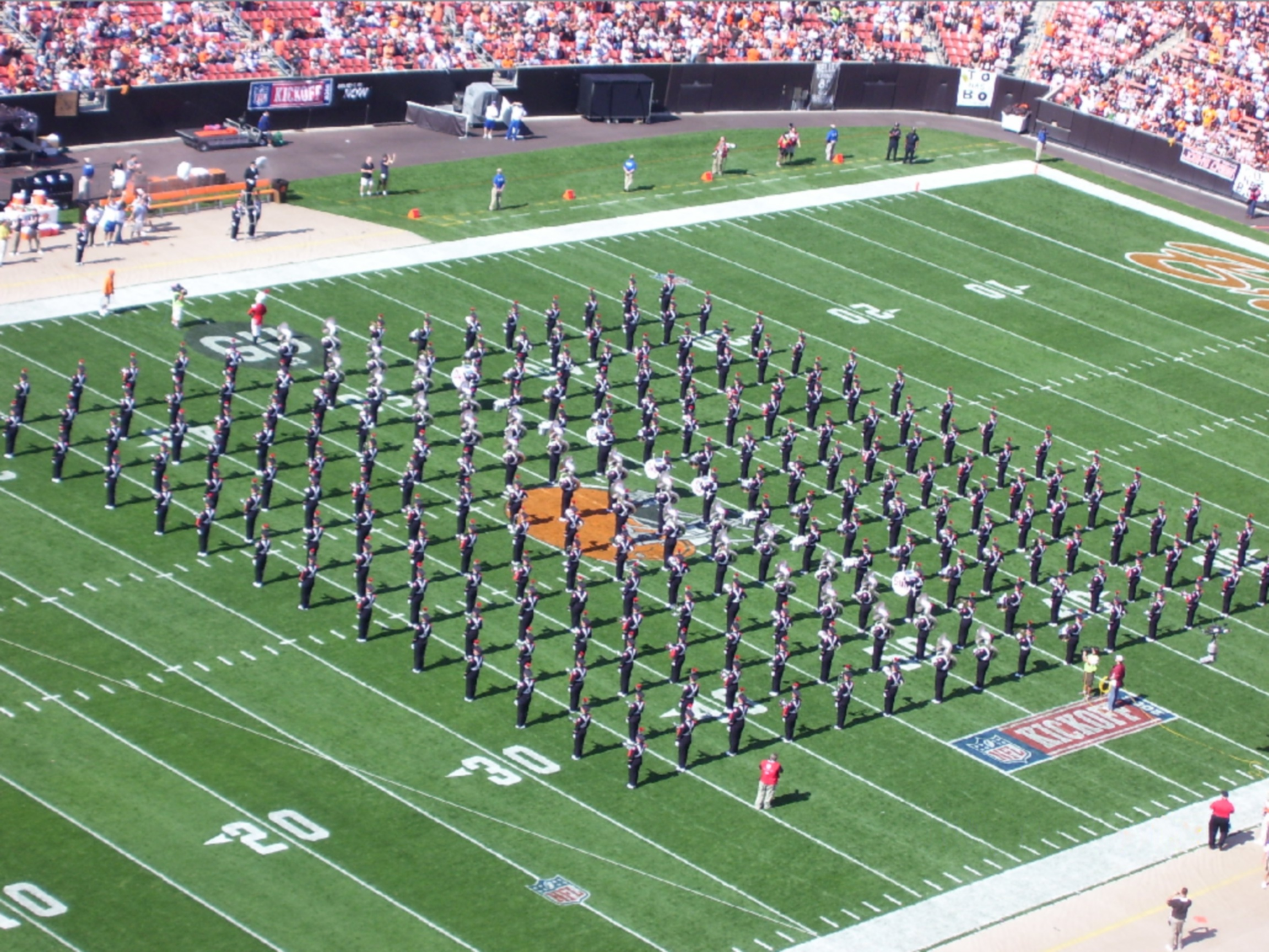
LOhio State University Marching Band au Cleveland Browns Stadium en représentation avant le premier match de la saison 2008 de la NFL.

L'Ohio State University Marching Band (OSUMB) est la fanfare officielle de l'université d'État de l'Ohio. Créée en 1878, elle se compose de 228 membres.
Surnommée The Best Damn Band in the Land (TBDBITL) (la meilleure fanfare du pays en français), elle est présente aux matchs de football américain ainsi qu'à d'autre évènements pendant l'automne. C'est un des rares orchestres universitaire du pays composé de cuivres et de percussions, parfois considéré comme le plus grand de ce type au monde.
La fanfare a des traditions, notamment lorsqu'elle forme le mot « OHIO » sur le terrain de football américain et qu'un musicien senior de soubassophone représente le point du « I ».

## Chants de guerre

### Across the Field
Across the Field est le plus ancien des deux chants de combat de l'université d'État de l'Ohio. Bien que les paroles fassent référence à l'héroïsme du football américain et qu'elles aient été composées par le directeur général de l'équipe de football américain de l'époque, William A. Dougherty, Jr., la chanson est utilisée par l'ensemble des équipes sportives des Buckeyes. La chanson est apparue pour la première fois avant le match de football américain du 16 octobre 1915 contre les Fighting Illini de l'Illinois.
Fight the team a -- cross the field

Show them O -- hi -- o's here

Set the Earth re -- ver -- ber -- a -- ting

With a might -- y cheer

RAH! RAH! RAH!

Hit them hard and see how they fall

Ne -- ver let that team get the ball

Hail! Hail! The gang's all here

So let's win that old con -- ference now!
— Across the Field

### Buckeye Battle Cry
Le chant Buckeye Battle Cry a été composé par l'interprète et compositeur Frank Crumit, lequel avait participé à un concours en 2019 organisé lors de la planification de la construction du stade. Chaque match de football au stade de l'Ohio commence par l'entrée de la fanfare de l'université, interprétant cette chanson, les membres du groupe terminant sur un couplet chanté A capella.La chanson est également jouée après chaque points marqué par les Buckeyes.
Certaines anciennes versions des paroles ne comprennent pas les termes « COME ON OHIO ! », mais plutôt « O-HI-O », les fans reprenant ces syllabes en effectuant des mouvements de bras. Néanmoins, la fanfare chante « Come On Ohio » lorsqu'ils pénètrent dans le stade avant le match, la chanson comptant le  couplet suivi de deux répétitions du refrain.
Vidéo
In old Ohio there’s a team

That’s known thru-out the land;

Eleven warriors, brave and bold,

Whose fame will ever stand.

And when the ball goes over,

Our cheers will reach the sky,

Ohio field will hear again

The Buckeye Battle Cry-

Drive! Drive on down the field,

Men of the scarlet and gray;

Don’t let them thru that line,

We have to win this game today,

Come on, Ohio!

Smash through to victory.

We cheer you as you go:

Our honor defend

So we’ll fight to the end for O-hi-o.
— Buckeye Battle Cry

## Basket-ball
La formation de basket-ball masculin fut finaliste du premier Final Four en 1939. Les Buckeyes remportèrent ensuite le titre en 1960 avant d'échouer en finale en 1961 et 1962. Durant cette période, trois futurs Basketball Hall of Famers font partie de l'équipe: Jerry Lucas, John Havlicek et Bobby Knight. Il faut attendre 2007 pour revoir Ohio State en finale du championnat NCAA grâce notamment à Greg Oden et Mike Conley Jr.

## Hockey sur glace
Il y a également une équipe de hockey sur glace masculine et féminine. Pour la féminine, le numéro 3 de la finlandaise Emma Laaksonen y est retiré.

## Football américain
Les statistiques sont en fin de saison 2024.
- Stade :
  - Nom : Ohio Stadium inaugurée le 7 octobre 1922
  - Capacité : 102 780
  - Surface de jeu : pelouse artificielle (FieldTurf (en))
  - Lieu : Columbus, Ohio
- Conférence :
  - Actuelle : Big Ten Conference
  - Anciennes : 
    - Western Conference (1896–1899)
    - Ohio Athletic Conference (en) (1902-1912)
    - Big Nine (1899–1991, 1913-1917, 1946–1950)
    - Big Ten Conference (Division Leaders, 2011-2013 ; Division Est, 2014-2023)
- Internet :
  - Nom site Web : Ohiostatebuckeyes.com
  - URL : https://ohiostatebuckeyes.com/sports/m-footbl/
- Bilan des matchs :
  - Victoires : 978 (73,5%)
  - Défaites : 335
  - Nuls : 53
- Bilan des Bowls :
  - Victoires : 30 (50,8%)
  - Défaites : 29
  - Nuls : 0
- College Football Playoff :
  - Apparitions : 6 (2014, 2016, 2019, 2020, 2022, 2024)
  - Bilan : 7 victoires, 4 défaites
  - Apparitions en College Football Championship Game (finale) : 3 (2015 (saison 2014), 2021 (saison 2020), 2025 (saison 2024))
  - Victoires en finale du CFP : 2 (2015 (saison 2014), 2025 (saison 2024)
- Titres :
  - Titres nationaux non réclamés : 7 (1933, 1944, 1945, 1969, 1973, 1974, 1975)
  - Titres nationaux : 9 (1942, 1954, 1957, 1961, 1968, 1970, 2002, 2014, 2024)
  - Finaliste national : 5 (2002, 2006, 2007, 2014, 2020)
  - Titres de la conférence : 41 (2 Ohio Athletic, 39 Big Ten)
  - Titres de la division ouest : 10 en Big Ten (2 Div. Leaders, 8 Div. East)
- Joueurs :
  - Meilleures statistiques individuelles des joueurs d'Ohio State (en).
  - Vainqueurs du Trophée Heisman : 7
  - Sélectionnés All-American : 95
- Rivalités :
  - Wolverines du Michigan, match annuel surnommé « The Game »
  - Fighting Illini de l'Illinois
  - Nittany Lions de Penn State

## Rugby à XV
La section de rugby à XV a entre autres compté dans ses rangs Nate Ebner, joueur professionnel de football américain en NFL mais également représentant olympique des États-Unis dans l'épreuve de rugby à sept.

## Autres sports
Parmi les autres programmes, citons Jesse Owens en athlétisme et Jack Nicklaus en golf.

## Titres nationaux

### En NCAA
Les programmes sportifs de l'université d'État de l'Ohio ont remporté 32 titres NCAA :
- Équipes masculines (25) :
  - Baseball (1) : 1966
  - Basketball (1) : 1960
  - Escrime (1) : 1942
  - Football américain (9) : 1942, 1954, 1957, 1961, 1968, 1970, 2002, 2014, 2024
  - Golf (2) : 1945, 1979
  - Gymnastique (3) : 1985, 1996, 2001
  - Athlétisme (plein air) (1) : 1929
  - Natation (11) : 1943, 1945, 1946, 1947, 1949, 1950, 1952, 1954, 1955, 1956, 1962
  - Volleyball (3) : 2011, 2016, 2017
  - Lutte (1) : 2015
- Équipes féminines (4) :
  - Aviron (3) : 2013, 2014, 2015
  - Hocker sur glace (1) : 2022
- Équipes mixtes (3) :
  - Escrime (3): 2004, 2008, 2012

### Hors NCAA
Les Buckeyes ont remporté 50 autres titres nationaux non organisés par la NCAA :
- Équipes féminines :
  - Nage synchronisée (34) : 1977, 1978, 1979, 1980, 1982, 1983, 1985, 1986, 1987, 1988, 1989, 1990, 1991, 1992, 1993, 1994, 1995, 1996, 1997, 2000, 2001, 2002, 2003, 2004, 2009, 2010, 2011, 2012, 2015, 2017, 2018, 2019, 2022, 2023
  - Tir pistolet (8) : 2000, 2003, 2004, 2009, 2017, 2021, 2022, 2023
- Équipes mixtes :
  - Tir pistolet (8) : 2000, 2014, 2015, 2016, 2018, 2021, 2022, 2023